# NGC 6986
NGC 6986 é uma galáxia elíptica (E-S0) localizada na direcção da constelação de Capricornus. Possui uma declinação de -18° 33' 58" e uma ascensão recta de 20 horas, 56 minutos e 30,6 segundos.
A galáxia NGC 6986 foi descoberta em 1886 por Frank Leavenworth.